# Gora Perevoshchikova
Gora Perevoshchikova (englische Transkription von russisch Гора Перевощикова Gora Perewoschtschikowa) ist ein Nunatak im ostantarktischen Mac-Robertson-Land. Er ragt nordöstlich des Mount Beck in den Prince Charles Mountains auf.
Russische Wissenschaftler benannten ihn. Der weitere Benennungshintergrund ist nicht überliefert.